# Seven Inches of Satanic Panic
Seven Inches of Satanic Panic (с англ. — «Семь дюймов сатанинской паники») — мини-альбом шведской рок-группы Ghost. Выпущен 13 сентября 2019 года компанией Loma Vista Recordings. В альбом вошли песни «Kiss the Go-Goat» и «Mary on a Cross», написанные вокалистом Тобиасом Форге.

## Выпуск альбома
12 сентября 2019 года Ghost выпустил клип на песню «Kiss The Go-Goat», в котором персонаж Papa Nihil выступает в качестве фронтмена Ghost в клубе Whiskey A Go Go в Западном Голливуде, Калифорния, в 1969 году. На следующий день, 13 сентября, Seven Inches of Satanic Panic были выпущены на музыкальных стриминг-сервисах Loma Vista Recordings.
В социальных сетях группа объявила :
 «Мы хотим сообщить вам, что Ghost выпустили два специальных трека из архивов 1969 года… „Семь дюймов сатанинской паники“ уже доступны для прослушивания и покупки».
Seven Inches of Satanic Panic, который был описан и как EP с двумя треками, и как сингл, вышел на семидюймовом виниле (с «Kiss the Go-Goat» и «Mary on a Cross» на сторонах А и Б соответственно) 27 сентября 2019 года.

## Музыкальный стиль
По мнению обозревателя Consequence of Sound Спенсера Кауфмана, «Mary on a Cross» выдержана в стилистике психоделического рока 60-x, что соответствует «предыстории», озвученной перед публикацией двух новых песен. По заявлению группы, пластинка изначально была выпущена в 1969 году во время первой инкарнации Ghost, а данный релиз является лишь юбилейным переизданием.

## Список композиций
| №  | Название           | Длительность |
| -- | ------------------ | ------------ |
| 1. | «Kiss the Go-Goat» | 3:15         |
| 2. | «Mary on a Cross»  | 4:04         |